# Nagy Bettina
Nagy Bettina (Budapest, 1993. január 16. –) magyar testépítő személyi edző sport és fitneszmodell. 2015-ig a Scitec versenyzője volt, azóta Trec Nutrition színeiben versenyez.

## Életpályája
Fiatalon táncmozgással edzett. 17 éves korától komolyabban kezdett foglalkozni a testépítéssel, s szép eredményeket ért el. Családja mindig támogatta és támogatja fitneszpályafutását.
2011-ben részt vett az Arnold Classic versenyen, és ugyanebben az évben az Ausztria kupán is első helyen végzett, továbbá még négy alkalommal szerzett aranyérmet különböző hazai és nemzetközi versenyeken. 2012-ben szintén első helyen végzett a WBPF Európa-bajnokságon, Model Physique kategóriában.
2014-ben áttért az Athletique Physique kategóriára.
A Fitparádén 2014-ben megnyerte saját kategóriáját, és az abszolút kategória győztese is ő lett. Ugyanebben az évben a rangos Superbody versenyen a "Fit-forma" összevont kategóriában második helyezést ért el. Indiában bronzéremmel zárt az Athletique Physique kategóriában.
A 2015-ös Fitparádén Bogár János és Nagy Bettina is szobrot kapott, a győzteseket az őket ábrázoló alkotásokkal díjazták. Nagy Bettina szobrát Deák László nagyváradi szobrászművész készítette, és az Éremgyár dolgozta át trófeává.

## Versenyeredményei
2010 Fitparádé Tímea Majorova Fitmodell World - 1. hely
2011 IFBB Ausztria Kupa - 1. hely
2011 IFBB Fitbalance magyar kupa - 1. hely és abszolút
2011 IFBB Fitbalance Szabadidős verseny - 1. hely és abszolút győzelem
2011 IFBB Aminostar Fitness weekend - 2. hely
2011 IFBB Aminostar Nemzetközi Kupa - 1. hely és abszolút győzelem
2011 WBPF Magyar Bajnokság- 1. hely
2011 WBPF Európa-bajnokság - 1. hely
2011 IFBB Fitbalance Nemzetközi Kupa - 1. hely és abszolút győzelem
2011 WBPF Felnőtt Világbajnokság Thaiföld-Bangkok 1. hely
2011 IFBB Magyar Bajnokság - 1. hely
2011 IFBB Arnold's Classic válogató- 1. hely
2011 IFBB Tisza Kupa-Magyar Bajnokság- 1. hely
2011 IFBB Tisza Kupa-Magyar Bajnokság junior modell válogató - 1. hely
2011 IFBB Bajnokok Éjszakája/ Év bajnoka- 1. hely
2011 IFBB Junior Világbajnokság Spanyolország-Santa Susanna - 1. hely
2012 WBPF Holland Kupa- Hollandia- 1. hely és abszolút győzelem
2012 WBPF Ausztria Kupa- Bécs- 1. hely
2012 WBPF Európa-bajnokság -Románia– 1. hely és abszolút győzelem
2012 IBFA Miss Universe Olaszország - 1. hely
2012 Fitparádé- 1. hely
2012 Superbody- 1. hely
2012 WBPF magyar bajnokság- 1. hely
2012 WBPF Felnőtt Világbajnokság- Thaiföld-Bangkok 1. hely
2013 Superbody - Sport modell- 1. hely
2013. N.A.C. Világbajnokság Németország-Hamburg- 5. hely
2014 Fitparádé- Athletic Physique- 1. hely és Abszolút győzelem
2014 Superbody- Athletic Physique- 2. hely
2014 WBPF Világbajnokság India-Mumbai- Athletic Physique- 3. hely

## Díjak, elismerések
- Erzsébetváros Sportjáért (2017)[2]